# Мошнівська сільська рада
Мо́шнівська сільська́ ра́да — адміністративно-територіальна одиниця та орган місцевого самоврядування в Черкаському районі Черкаської області. Адміністративний центр — село Мошни.

## Загальні відомості
- Населення ради: 4 799 осіб (станом на 2001 рік)

## Населені пункти
Сільській раді підпорядковані населені пункти:
- с. Мошни

## Склад ради
Рада складається з 22 депутатів та голови.
- Голова ради: Чорновіл Антін Тимофійович
- Секретар ради: Хижняк Світлана Євгеніївна

### Керівний склад попередніх скликань
| Прізвище, ім'я, по батькові | Основні відомості                                                 | Дата обрання | Дата звільнення |
| --------------------------- | ----------------------------------------------------------------- | ------------ | --------------- |
| Чорновіл Антін Тимофійович  | Сільський голова, 1953 року народження, безпартійний              | 26.03.2006   | 31.10.2010      |
| Чорновіл Антін Тимофійович  | Сільський голова, 1953 року народження, освіта вища, безпартійний | 31.10.2010   |                 |

Примітка: таблиця складена за даними сайту Верховної Ради України

### Депутати
За результатами місцевих виборів 2010 року депутатами ради стали:

#### За суб'єктами висування
| Суб'єкт висування                                       | Кількість обраних депутатів | %    |
| ------------------------------------------------------- | --------------------------- | ---- |
| Самовисування                                           | 14                          | 63,6 |
| Політична партія Всеукраїнське об'єднання «Батьківщина» | 6                           | 27,3 |
| Партія регіонів                                         | 2                           | 9,1  |

#### За округами
| № округу                                                | Прізвище, ім'я, по батькові        | Дата визнання обраним | Освіта             | Партійна приналежність                        | Відомості про обраного депутата                        |
| ------------------------------------------------------- | ---------------------------------- | --------------------- | ------------------ | --------------------------------------------- | ------------------------------------------------------ |
| Партія регіонів                                         |                                    |                       |                    |                                               |                                                        |
| 3                                                       | Павлов Олександр Анатолійович      | 04.11.2010            | вища               | член Партії регіонів                          | приватне підприємство, директор                        |
| 5                                                       | Хижняк Світлана Євгенівна          | 04.11.2010            | середня спеціальна | член Партії регіонів                          | Мошнівська сільська рада, землевпорядник               |
| Політична партія Всеукраїнське об'єднання «Батьківщина» |                                    |                       |                    |                                               |                                                        |
| 2                                                       | Онопрієнко Євген Валерійович       | 04.11.2010            | вища               | член Всеукраїнського об'єднання «Батьківщина» | приватне підприємство, директор                        |
| 7                                                       | Білик Євдокія Федорівна            | 04.11.2010            | вища               | член Всеукраїнського об'єднання «Батьківщина» | приватне підприємство, директор                        |
| 10                                                      | Гребенюк Олександр Іванович        | 04.11.2010            | середня            | член Всеукраїнського об'єднання «Батьківщина» | ВАТ Черкасигаз, слюсар АДС                             |
| 13                                                      | Синчак Ольга Миколаївна            | 04.11.2010            | вища               | член Всеукраїнського об'єднання «Батьківщина» | Мошнівська загальноосвітня школа І-ІІІ ст., вчитель    |
| 16                                                      | Батрак Володимир Іванович          | 04.11.2010            | вища               | член Всеукраїнського об'єднання «Батьківщина» | пенсіонер                                              |
| 22                                                      | Моргун Світлана Михайлівна         | 04.11.2010            | середня спеціальна | член Всеукраїнського об'єднання «Батьківщина» | тимчасово не працює                                    |
| Самовисування                                           |                                    |                       |                    |                                               |                                                        |
| 1                                                       | Дорош Лідія Петрівна               | 04.11.2010            | середня спеціальна | позапартійна                                  | Черкаська районна лікарня с. Мошни, медична сестра     |
| 4                                                       | Грицик Сергій Миколайович          | 04.11.2010            | середня спеціальна | позапартійний                                 | Черкаська районна лікарня с. Мошни, водій              |
| 6                                                       | Дужа Тамара Василівна              | 04.11.2010            | середня спеціальна | позапартійна                                  | Черкаська районна лікарня с. Мошни, бухгалтер          |
| 8                                                       | Фіщук Людмила Анатоліївна          | 04.11.2010            | вища               | позапартійна                                  | Черкаська районна лікарня с. Мошни, лікар              |
| 9                                                       | Григуть Зінаїда Володимирівна      | 04.11.2010            | вища               | позапартійна                                  | Мошнівська СЮТ, вчитель                                |
| 11                                                      | Гончар Олеся Миколаївна            | 04.11.2010            | середня спеціальна | позапартійна                                  | Черкаська районна лікарня с. Мошни, медичний працівник |
| 12                                                      | Кравченко Володимир Іванович       | 04.11.2010            | середня спеціальна | позапартійний                                 | Черкаська районна лікарня с. Мошни, працівник          |
| 14                                                      | Гуля Віта Борисівна                | 04.11.2010            | вища               | позапартійна                                  | Мошнівська загальноосвітня школа І-ІІІ ст., вчитель    |
| 15                                                      | Преснякова Валентина Володимирівна | 04.11.2010            | вища               | позапартійна                                  | Мошнівська загальноосвітня школа І-ІІІ ст., вчитель    |
| 17                                                      | Шкарбута Ольга Іванівна            | 04.11.2010            | середня спеціальна | позапартійна                                  | Черкаська районна лікарня с. Мошни, медичний працівник |
| 18                                                      | Вайпан Юрій Васильович             | 04.11.2010            | вища               | позапартійний                                 | Черкаська районна лікарня с. Мошни, лікар              |
| 19                                                      | Пегін Галина Миколаївна            | 04.11.2010            | середня спеціальна | позапартійна                                  | Черкаська районна лікарня с. Мошни, медична сестра     |
| 20                                                      | Макарова Майя Августівна           | 04.11.2010            | вища               | позапартійна                                  | Черкаська районна лікарня с. Мошни, лікар              |
| 21                                                      | Шутенко Галина Михайлівна          | 04.11.2010            | середня спеціальна | позапартійна                                  | Черкаська районна лікарня с. Мошни, медична сестра     |